# Sedmistřelná ikona

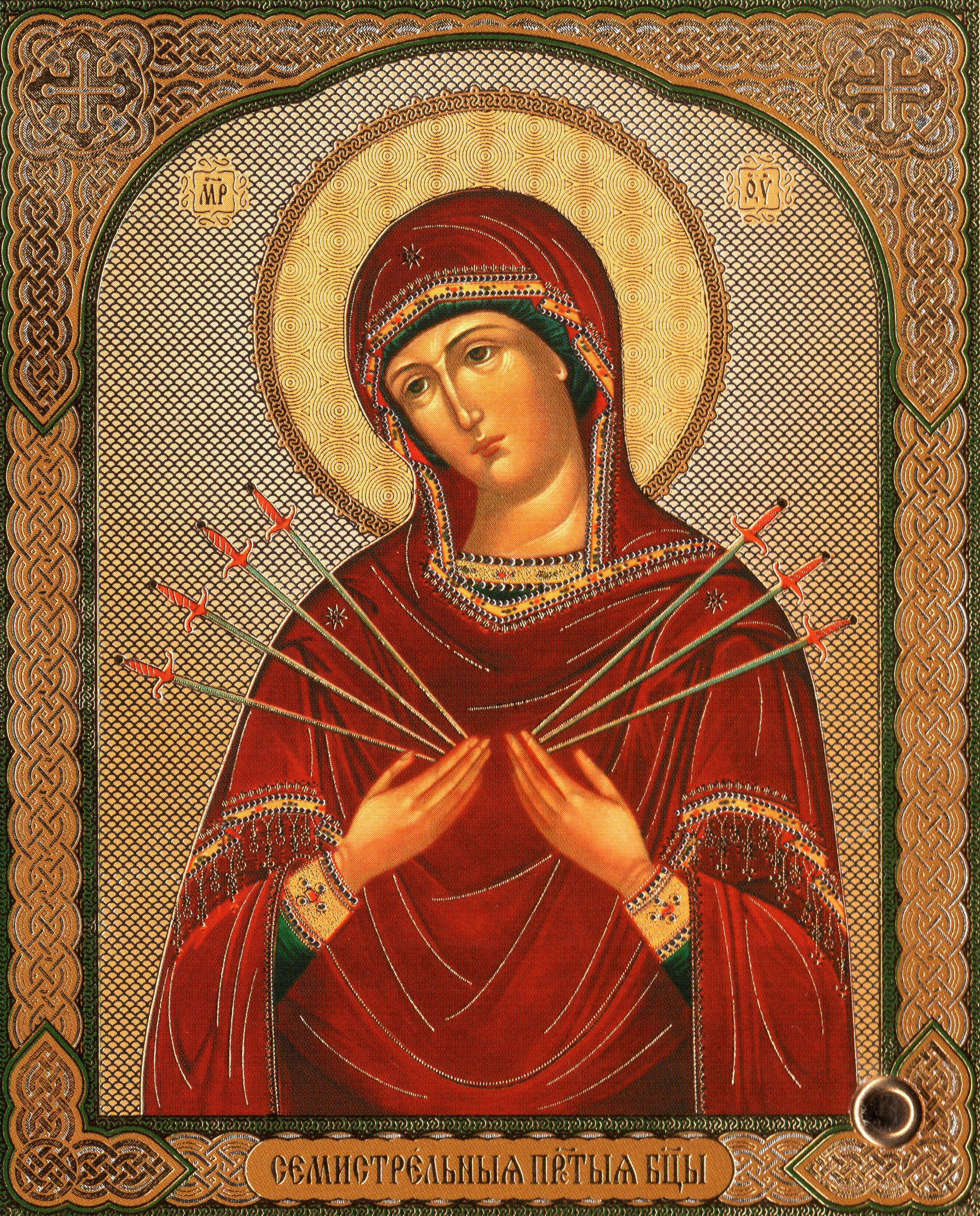
Sedmistřelná ikona Matky Boží

Sedmistřelná ikona Matky Boží je uctívaná v pravoslavné církvi. Její svátek se koná 13. srpna (26. srpna dle gregoriánského kalendáře) a v neděli Všech svatých po Letnicích.

## Historie

### Původ
Původní ikona pochází z chrámu svatého apoštola Jana Bohoslovce v okolí Vologdy na břehu řeky Tošna. Podle legendy vlastnil ikonu rolník z Kadnikovského okresu, který ji nalezl ve zvonici kostela, kde po ní lidé chodili, majíce ji za obyčejnou dřevěnou desku. Ikona se proslavila zejména v době cholery roku 1830, avšak po roce 1917 z chrámu zmizela.

### Umístění a popis

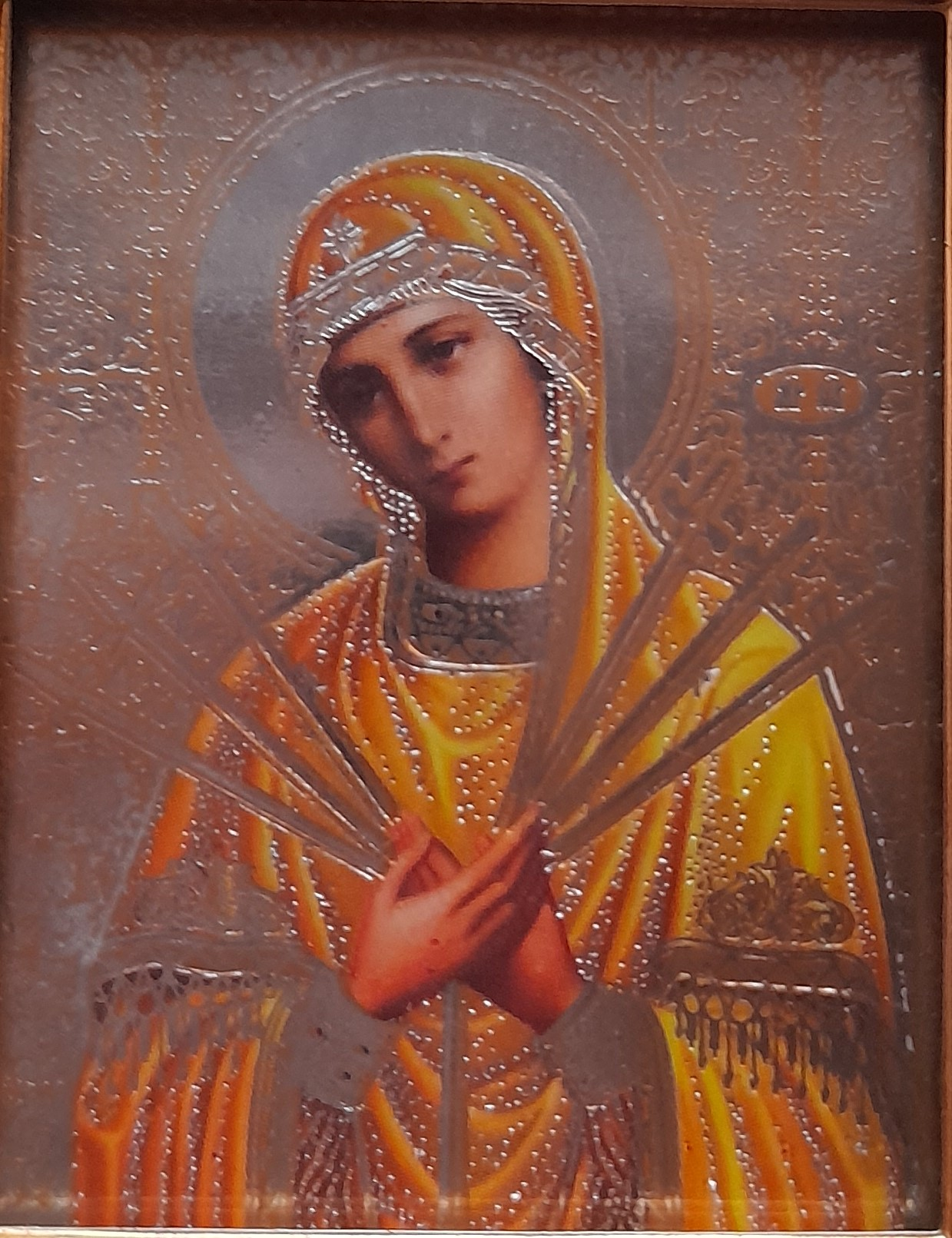
Matka Boží Obměkčení zlých srdcí – pro srovnání (odlišné postavení mečů)

Po druhé světové válce se ikona od roku 1945 nachází v chrámu sv.Lazara ve Vologdě. Obraz byl namalován na plátně nalepeném na desce, což umožňuje jeho datování do 18. století (možná byl vyroben z neznámého obrazu ze 17. století). Matka Boží je na ikoně zobražená probodnutá sedmi meči. Ikonografie je podobná s ikonou Matky Boží Obměkčení zlých srdcí neboli Simeonovo proroctví, na kterém je Bohorodice protknutá třemi meči zprava, třemi zleva a jedním zespodu. Obě ikony jsou považovány za různorodost jednoho ikonografického typu.
Věřící prosí před ikonou o smíření nenávidících se a od zbavení se tvrdosti srdce. V římskokatolické církvi je obdobou Panna Maria Sedmibolestná.